# Sandra Dee

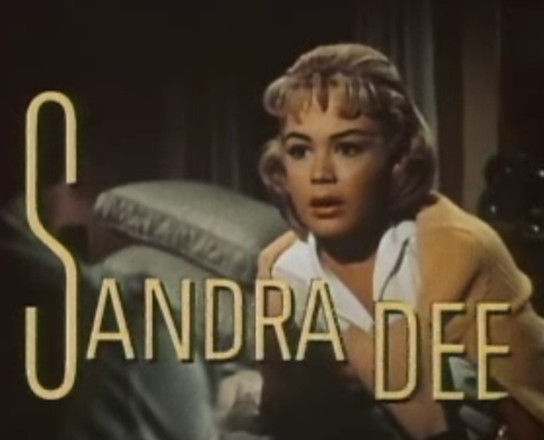
Escena de Imitation of Life (Imitación a la vida) (1959).

Sandra Dee (nacida como Alexandra Zuck; 23 de abril de 1942 - 20 de febrero de 2005) fue una actriz cinematográfica estadounidense conocida principalmente por sus interpretaciones en las películas Imitación a la vida y Gidget (ambas de 1959), que la convirtieron en una estrella adolescente. Existe cierta confusión sobre su año real de nacimiento, pero las evidencias apuntan a 1942.

## Inicios
Su verdadero nombre era Alexandra Zuck. Sus padres eran Mary Cimboliak, de ascendencia rutena, y John Zuck. Nació en Bayonne, Nueva Jersey. Dee fue modelo profesional a los cuatro años de edad, trabajando posteriormente en publicidad televisiva, haciendo en este medio su primera película, Until They Sail, en 1957.

## Carrera
En 1958 ganó un Globo de Oro como actriz con más proyección (junto con Carolyn Jones y Diane Varsi). Su carrera en el cine despegó, haciéndose famosa por sus papeles sanos e ingenuos en películas como Imitation of Life (Imitación a la vida), Gidget o A Summer Place (En una isla tranquila, al sur), todas ellas de 1959.
Durante los años setenta trabajó poco en el cine, aunque tuvo algunas apariciones en televisión. La canción "Look At Me, I'm Sandra Dee", interpretada en el musical de Broadway Grease (1972), y en la película Grease (1978), está inspirada en la Sandra Dee de los años cincuenta.

## Vida personal
Sandra se llamaba en realidad Alexandra Zuck. Sus padres se divorciaron cuando tenía solo 5 años. Su madre se casó en segundas nupcias con un tal Duvan, que violó a la pequeña Sandra con tan solo 8 años. Y lo siguió haciendo hasta que Sandra tuvo 12 años. Por culpa del trauma, Sandra sufrió de anorexia, depresión y alcoholismo durante el resto de su vida, aunque fuera la estrella de las 'teenagers' o la chica del póster de las Pink Ladies de 'Grease'. Su matrimonio en 1960 con el cantante y actor Bobby Darin la mantuvo en el centro de la atención social durante buena parte de la década. Fue contratada por Universal Studios, que intentó hacer de Dee una actriz madura, filmando una serie de películas con papeles de adulta –incluyendo unas pocas con Darin– que tuvieron un éxito moderado. La pareja tuvo un hijo llamado Dodd Mitchell Darin, y en 1967 se divorciaron. Bobby Darin falleció por una enfermedad cardíaca en 1973. 
Los años adultos de Dee estuvieron marcados por su mala salud. Admitía que a lo largo de su vida había luchado contra la anorexia nerviosa, la depresión y el alcoholismo. En 2000, se supo que le había sido diagnosticada una enfermedad renal. Las complicaciones propias de un fallo renal, combinadas con una neumonía, la llevaron a la muerte el 20 de febrero de 2005, en Thousand Oaks (California). Está enterrada en el cementerio Forest Lawn Memorial Park en Hollywood Hills.
Su vida con Bobby Darin fue dramatizada en la película de 2004 Beyond the Sea, donde Kate Bosworth la interpretaba.

## Filmografía

### Cine
- The Snow Queen (1957) (voz en la versión doblada de 1958)
- Until They Sail (Mujeres culpables) (1957)
- The Reluctant Debutante (Mamá nos complica la vida) (1958)
- The Restless Years (1958)
- A Stranger in My Arms (1959)
- Gidget (1959)
- Imitation of Life (1959)
- The Wild and the Innocent (1959)
- A Summer Place (1959)
- Portrait in Black (Retrato en negro) (1960)
- Romanoff and Juliet (1961)
- Tammy Tell Me True (1961)
- Come September (Cuando llegue septiembre) (1961)
- If a Man Answers (1962)
- Tammy and the Doctor (1963)
- Take Her, She's Mine (Regalo para soltero) (1963)
- I'd Rather Be Rich (Rica, guapa y casadera) (1964)
- That Funny Feeling (Trampa para un soltero) (1965)
- A Man Could Get Killed (Espías en acción) (1966)
- Doctor, You've Got to Be Kidding (A la caza de marido) (1967)
- Rosie! (1967)
- The Dunwich Horror (El horror de Dunwich) (1970)
- East of Marsa Matruh (1971)
- Lost (1983)

### Televisión
- The Manhunter (1972)
- Night Gallery (1972) Episodio "Spectre in Tap-Shoes"
- The Daughters of Joshua Cabe (1972)
- Houston, We Have a Problem (1974)
- La isla de la fantasía (1977) (Episodio piloto)
- Frasier (1994) Voz en el episodio The Botched Language of Cranes.... Connie